# Wechiau

Wechiau är en ort i nordvästra Ghana, några kilometer från gränsen mot Burkina Faso. Den är huvudort för distriktet Wa West, och folkmängden uppgick till 2 187 invånare vid folkräkningen 2010.